# Langenbach (Pfalz)
Langenbach in der Pfalz ist eine Ortsgemeinde im Landkreis Kusel in Rheinland-Pfalz. Sie gehört der Verbandsgemeinde Oberes Glantal an.

## Geographie
Das langgezogene Straßendorf Langenbach liegt im oberen Ohmbachtal in der Westpfalz nahe der Grenze zum Saarland.

## Geschichte
Der Name des Ortes Langenbach bei Konken erscheint erstmals in Steuerlisten, etwa der Kellereirechnung des Amtes Lichtenberg 1445/46, auch in den Heberollen des Amtes Lichtenberg von 1480. Langenbach (früher auch Konken-Langenbach, Ober- und Niederlangenbach) und Berglangenbach (früher auch Langenbach) sind in historischen Quellen kaum zu trennen.

## Politik

### Bürgermeister
Aktuell hat Langenbach keinen Ortsbürgermeister. Beauftragter für die Ortsgemeinde Langenbach ist der Bürgermeister der VG Oberes Glantal, Christoph Lothschütz.
Wolfgang Schneider wurde am 9. Oktober 2019 Ortsbürgermeister von Langenbach. Bei der Wiederholungswahl am 8. September 2019 war er für fünf Jahre gewählt worden. Diese Abstimmung war notwendig geworden, weil bei der Direktwahl am 26. Mai 2019 der einzige damalige Bewerber keine ausreichende Mehrheit erreicht hatte.
Gerd Rudolph hatte als Schneiders Vorgänger das Amt 15 Jahre ausgeübt, war 2019 aber nicht erneut angetreten.

## Wirtschaft und Infrastruktur
Etwa 2 km südwestlich der Ortsmitte liegt das Segelfluggelände Kusel.
Im Nordosten verläuft die A 62. In Glan-Münchweiler ist ein Bahnhof der Glantalbahn.